# Gaius Oppius (Caesariaan)
Gaius Oppius was een persoonlijke vriend van Julius Caesar in de 1e eeuw v.Chr.
Tijdens de afwezigheid van Caesar in de Romeinse Burgeroorlog behartigde Oppius diens zaken in Rome, samen met Lucius Cornelius Balbus. Hierdoor had Oppius een grote invloed op de stad.
Volgens de biograaf Suetonius werd Oppius verantwoordelijk gehouden voor het schrijven van de boeken over de Spaanse, Afrikaanse en Alexandrijnse Oorlogen, die samen met Caesars boek "Commentarii de bello civili" over de burgeroorlog werden uitgegeven. Deze bewering is twijfelachtig, omdat de eerste twee boeken zijn geschreven tijdens de periode dat Oppius in Rome was en dus niet aan deze gevechten deelnam. Mogelijk heeft hij wel het boek over de Alexandrijnse Oorlog geschreven, al wordt dit ook toegeschreven aan Aulus Hirtius. 

Oppius schreef ook een boek over het leven van Caesar en een over Scipio Africanus.